# Ruisseau des Vauches
Der Ruisseau des Vauches (Voches Bach) ist ein gut 4½ Kilometer langer Bach, der im französischen Département Meuse in der Region Grand Est verläuft und ein rechter Zufluss des Ruisseau du Mauvais Lieu ist.

## Geographie

### Verlauf
Der Ruisseau des Vauches entspringt auf einer Höhe von 257 m im Gemeindegebiet des knapp einen Kilometer westlich gelegenen Dorfes Châtillon-sous-les-Côtes. Seine Quelle liegt in einer Wiese nordöstlich des Munitionsdepots Rozelier (Dépôt de munitions du Rozelier).
Er fließt zunächst  knapp einen Kilometer in nordöstlicher Richtung durch Felder und Wiesen gut einen halben Kilometer nordwestlich an Châtillon-sous-les-Côtes vorbei und unterquert dabei die Departementsstraße 24. Er zieht dann etwa 600 Meter durch die Flur la Grande Fin und wechselt danach über die Gemeindegrenze von Châtillon-sous-les-Côtes nach Blanzée. Rund 300 Meter bachabwärts fließt ihm in der Flur la Petit Fin auf seiner linken Seite ein zweiter Quellast zu.
Der vereinigte Bach läuft nun gut 300 Meter durch Getreidefelder und wird kurz vor einem Feldweg auf seiner rechten Seite von einem Bächlein gespeist. Der Ruisseau des Vauches fließt dann in nordnordöstlicher Richtung am Nordwestrand des Dorfes Blanzée entlang, zieht danach fast nordwärts durch Grünland und Getreidefelder und passiert nach etwa 800 Meter die Gemeindegrenze von Blanzée nach Moranville.
Er mündet schließlich am Westrand des Dorfes Moranville unterirdisch verdolt auf einer Höhe von 221 m von rechts in den aus dem Südwesten heranziehenden Ruisseau du Mauvais Lieu.
Sein 4,6 km langer Lauf endet ungefähr 39 Höhenmeter unterhalb seiner Quelle, er hat somit ein mittleres Sohlgefälle von etwa 8,5 ‰.

### Einzugsgebiet
Das Einzugsgebiet des Ruisseau des Vauches liegt in der Woëvre und wird durch ihn über den Ruisseau du Mauvais Lieu, den Eix, die Orne, die Mosel und den Rhein zur Nordsee entwässert.
Es grenzt
- im Südosten und Süden an das Einzugsgebiet des Ruisseau de Viaunoue, der in die Orne mündet;
- im Westen an das der Maas und
- im Norden an das des Ruisseau du Mauvais Lieu.

Das Einzugsgebiet wird überwiegend landschaftlich genutzt.

### Gemeinden
(Reihenfolge der Gemarkungsanrainer in Fließrichtung)
- Châtillon-sous-les-Côtes
- Blanzée (auch Ortsanrainer)
- Moranville (auch Ortsanrainer)